# Twelve Bens
De Twelve Bens of Twelve Pins, ook wel de Beanna Beola genoemd is een bergketen met voornamelijk scherpe pieken van kwartsiettoppen en bergkammen in het Connemara National Park in County Galway, in het westen van Ierland. In de breedste definitie van het bereik omvat de keten tevens het Garraun-complex in het noorden, evenals verschillende geïsoleerde pieken in het westen, en is aangewezen als een speciale beschermingszone van 16.163 hectare.
Het hoogste punt is Benbaun op 729 meter. De bergketen is een populaire locatie om te bergwandelen met de 16 kilometer lange en 8-9 uur durende Glencoaghan Horseshoe (Gleann Chóchan), die wordt beschouwd als een van de beste bergwandelingen in Ierland. Topografisch gezien vormt het een geheel met het Maumturks-gebergte ten oosten van de Inagh-vallei (waarin een deel van de Western Way-route). Beide ketens delen een gemeenschappelijke geologie die grotendeels bestaat uit metamorfe mariene rotsen, overwegend resistent kwartsiet maar met afzettingen van leisteen in de valleien (bekend als Connemara Dalradian-rotsen).

## Benaming
"Ben" is de verengelste vorm van het Ierse woord "Binn", wat "piek" betekent. De Ierse academicus Paul Tempan stelde ooit: "Een vreemd ding over de Twaalf Bens van Connemara is dat niemand precies lijkt te weten welke de twaalf pieken in kwestie zijn", want er zijn bijna 20 pieken met "Ben" of "Binn" in hun naam. Tempan merkt op dat de term "twaalf pieken" voor het eerst voorkomt bij de Ierse historicus Ruaidhrí Ó Flaithbheartaigh, wiens geschriften in 1684 zeiden: "In het noordwesten van Ballynahinch liggen de twaalf hoge bergen van Beannabeola, door zeevaarders De twaalf palen (stapels) genoemd, zijnde het eerste land dat ze ontdekken als ze uit de Maine [zee] komen", maar hij noemde ze niet.
De meest voorkomende lijst van de twaalf pieken in kwestie zijn de pieken met een hoogte van meer dan 500 meter in het kerngebied, die niet als secundaire pieken worden beschouwd (ze hebben bijvoorbeeld een niet-triviale prominentie en worden traditioneel gezien als pieken op historische kaarten, zie de lijst met pieken hieronder).
Tempan merkt op dat het aantal niet voorkomt in de Ierse naam, waarin ze eenvoudigweg "Na Beanna Beola" worden genoemd, dat is "de toppen van Beola". Beola was een leider van de Fir Bolg en een reus; zijn naam komt ook voor in het dorp Toombeola, of Tuaim Beola.

## Geografie

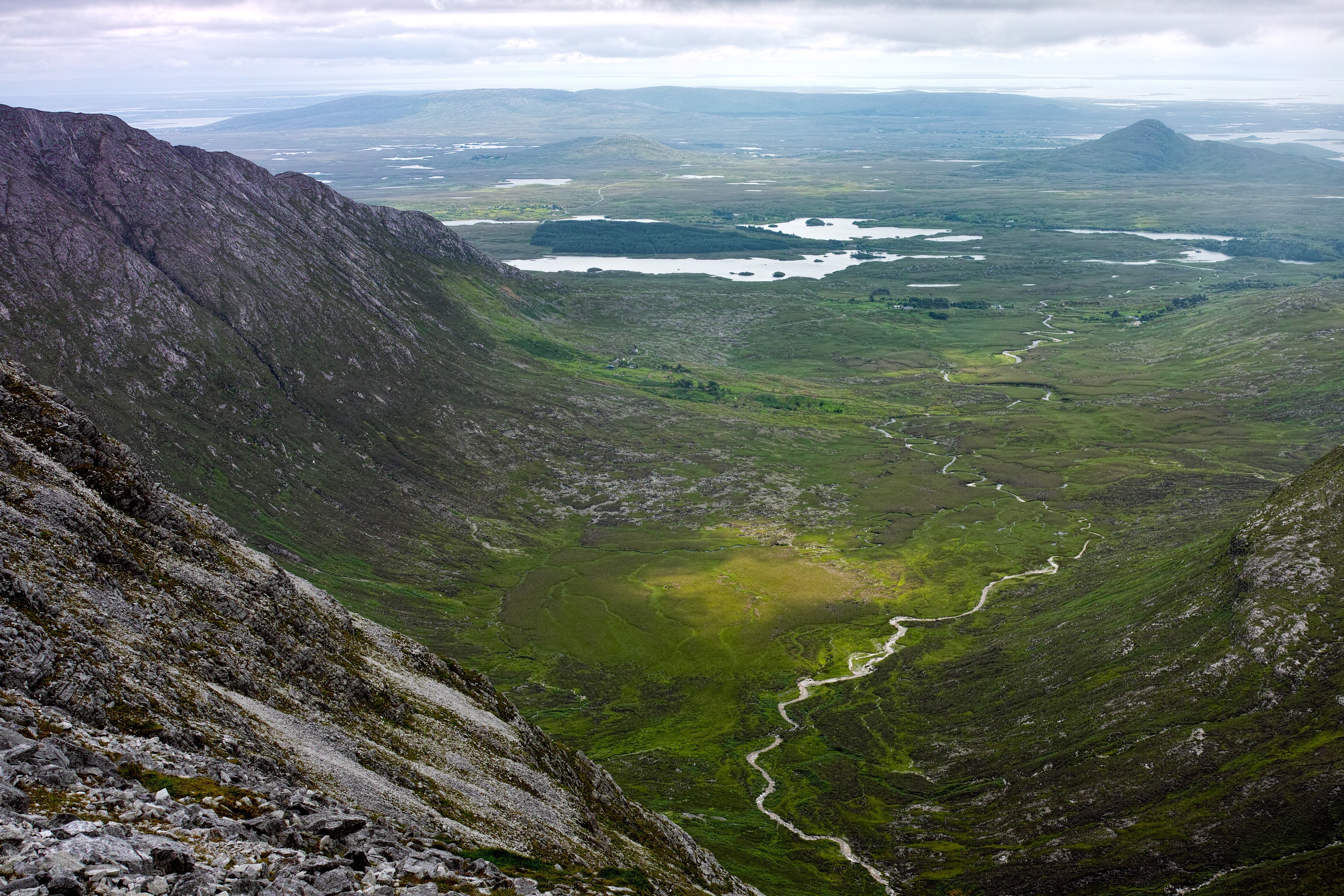
Glencoaghan River vanaf de Bencullaghduff

Het Twelve Bens-gebergte is een kernmassief van 22 toppen boven 100 meter hoogte, gecentreerd rond de hoogste piek in het bereik, Benbaun van 729 meter (2392 voet). Ten noorden van dit kernmassief ligt het afzonderlijke nevenmassief van het Garraun-complex met 9 toppen rond Garraun van 598 meter (1962 voet). Ten westen van het kernmassief liggen 7 andere geïsoleerde of secundaire "uitbijter"-pieken, wat in totaal 38 Bens oplevert met een hoogte van meer dan 100 meter.
Hoewel de Bens niet zo hoog zijn als die van de bergketens in Kerry (bijv MacGillycuddy's Reeks en de bergen van het schiereiland Dingle) krijgen ze door hun rotsachtige toppen en bergkammen die contrasteren met het omringende landschap op zeeniveau een imposante uitstraling. In tegenstelling tot Kerry zijn er geen bergpassen in Connemara. Dit betekent dat alle doorgaand verkeer rondom het massief vrijwel op zeeniveau geschiedt.
Het bereik wordt begrensd door de Inagh-vallei en de R344-weg naar het oosten, terwijl de N59-weg (of de Clifden Road) het kernmassief (en de meeste uitschieters) omcirkelt en begrenst, vanuit het zuiden, het westen en noordelijke richtingen. Het Garraun-complex ligt ten noorden van de N59 bij Kylemore Lough.

### Het kernmassief
De 22 pieken in het kernmassief van de Twelve Bens-reeks zijn opgesplitst in drie secties:
1. De zuidelijke Bens, de 12 zuidelijke Bens vormen een 'horseshoe' ronde de Glencoaghan Vallei, en omvat als de 7 primaire toppen van met name: Derryclare, Bencorr, Bencollaghduff, Benbreen, Bengower, Benlettery, and Benglenisky; en de 5 onderschikte toppen: Bencorr North Top, Benbreen Central Top, Benbreen North Top, Binn an tSaighdiúra, en Bencorrbeg; en
2. De centrale Bens, de 7 centrale Bens liggen in oost-westelijke richting met de Benbaun in het midden, en omvat 4 primaire toppen: Benbaun, Benfree, Muckanaght, en Bencullagh; en de 3 onderschikte toppen of Knockpasheemore, Maumonght, en Maumonght SW Top; en
3. De noordelijke Bens, 3 noordelijke Bens liggen in een klein submassief van de primaire top van de Benbrack, en omvat tevens de onderschikte toppen van Knockbrack and een andere kleinere top genaamd, Benbaun; net buiten dit gebied ligt de autonome top van Diamond Hill.

Het kernmassief staat ook bekend om zijn diepe, met ijs bedekte U-vormige valleien, waarrond groepen Bens in een "hoefijzerformatie" liggen. In het Engels worden dergelijke natuurlijke fenomenen horseshoe genoemd:
1. Glencoaghan: de meest zuidelijke vallei waarin de Glencoaghan stroomt; de Glencoaghan Horseshoe is een van Ierlands bekendste bergwandelingen;[9][5][4]
2. Owenglin: de westelijke vallei waarin de Owenglin stroomt; ook de Owenglin Horseshoe is een bekende bergwandeling;[10]
3. Gleninagh: de oostelijke vallei met daarin de Gleninagh rivier; hier ligt ook de Carrot Ridge, een belangrijk gebied voor rotsklimmen;[11]
4. Polladirk: de noordwestelijke vallei waarin de Polladirk stroomt; in de vallei krijgt men een prachtig zicht vanaf de top van de Diamond Hill;
5. Glencorbet: de noordoostelijke vallei met daarin de Kylemore rivier; de Glencorbet Horseshoe is eveneens een populaire route in de Twelve Bens.[12][13]

## Geologie

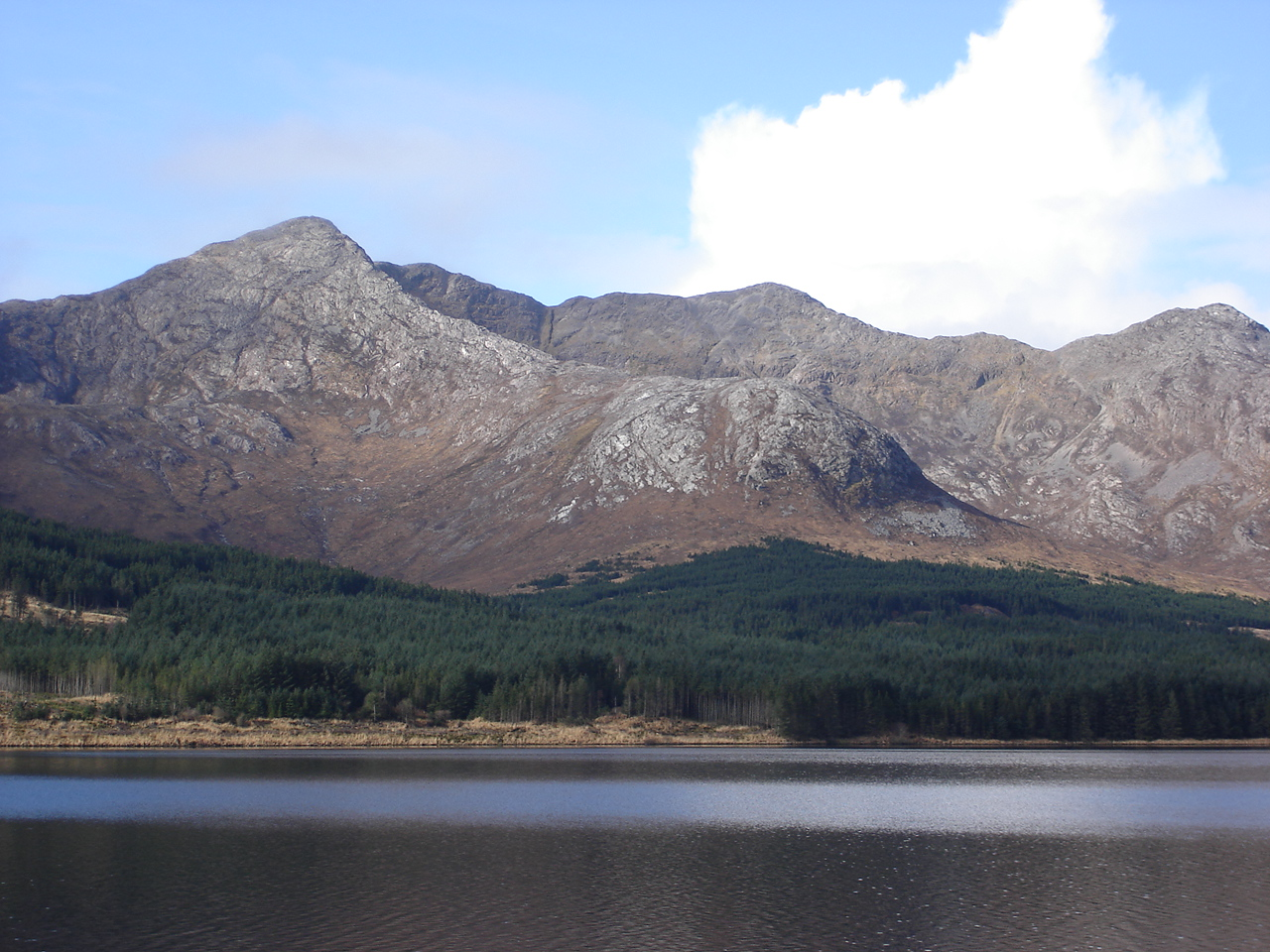
Kwartsietpieken en rotsachtige bergkammen van de Bencorr en de bijbehorende pieken en uitlopers

Het kernmassief van de Twelve Bens-reeks bestaat grotendeels uit metamorfe mariene rotsen, overwegend resistent kwartsiet maar met afzettingen van leisteen in de valleien (bekend als Connemara Dalradian-rotsen).
Deze rotsen zijn afkomstig van sedimenten die zo'n 700 tot 550 miljoen jaar geleden in een warme platzee zijn afgezet (bijv. Precambrium - Cambrium). Bewegingen in de aardkorst, en de sluiting van de Iapetus-oceaan, transformeerden deze sedimenten in kristallijne leisteen die onder de voet van de bergketen liggen, die vervolgens door lokale erosie en opheffing naar de oppervlakte werden gebracht. De toppen van het kernmassief (en enkele uitschieters) zijn gemaakt van weerbestendig kwartsiet, terwijl de zijkanten van de toppen zijn samengesteld uit leisteen en grijs marmer. Kenmerkend is tevens dat de veengrond en vochtige omgeving tot op grote hoogte voorkomt of aanwezig is tussen twee (sub)toppen.
Daarentegen hebben de bergen ten noorden van de kern van het Twelve Bens-massief, het Garraun-complex, een ander type geologie, dat is samengesteld uit gneis en verschillende vormen van zandsteen en moddersteen.
Verspreid over het bereik zijn delen van gabbro (Doughruagh en Currywongaun), mica schist (Muckanaght) en ontsluitingen van marmer (ten zuiden van Kylemore Lough). Het marmer dat er voorkomt heeft een typische groene kleur.
De laatste ijstijd, ongeveer 10.000 jaar geleden, heeft ook het landschap gebeeldhouwd en afzettingen van zand en grind achtergelaten; er zijn wijdverbreide keileem en grillige keien over het bereik.

## Speciale beschermingszone (SAC)

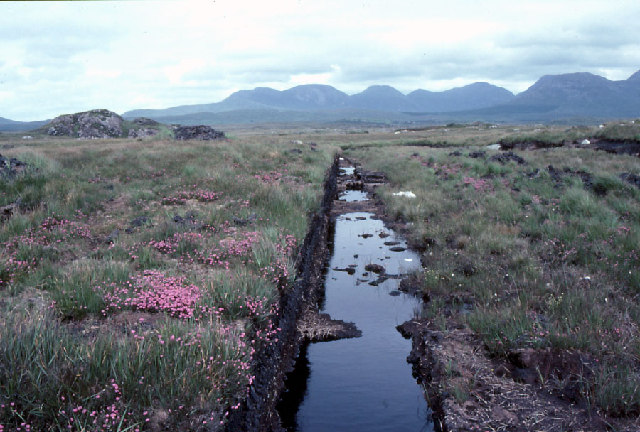
Op en rondom de Twelve Bens vindt men uitgebreide moeras- en veenhabitats

Het gehele Twelve Bens-gebied (inclusief het Garraun-complex) is een speciale beschermingszone (Special Area of Conservation: SAC) (Site Code:002031), zoals geselecteerd voor een reeks habitats en soorten die zijn opgenomen in de bijlage I / II van de EU- habitatrichtlijn. De punten die van belang zijn op de SAC-habitatlijst omvatten: oligotrofe wateren, Alpenheide, actieve dekenmoerassen, overblijfselen van eikenbos, Rhynchosporion-vegetatie en kiezelsteen en rotsachtige hellingen; terwijl de soortenlijst omvat: zoetwaterparelmossel, Atlantische zalm, otter en Najas flexilis. Bovendien bevat het 16.163 hectare grote terrein enkele van de zeldzamere Red Data Book-plantensoorten. De SAC-richtlijn over het assortiment beschrijft het als "Een van de grootste en meest gevarieerde natuurgebieden in Ierland".

## Bergklimmen
De bergketen is populair bij bergwandelaars, hardlopers en bergbeklimmers.

### Bergwandelen

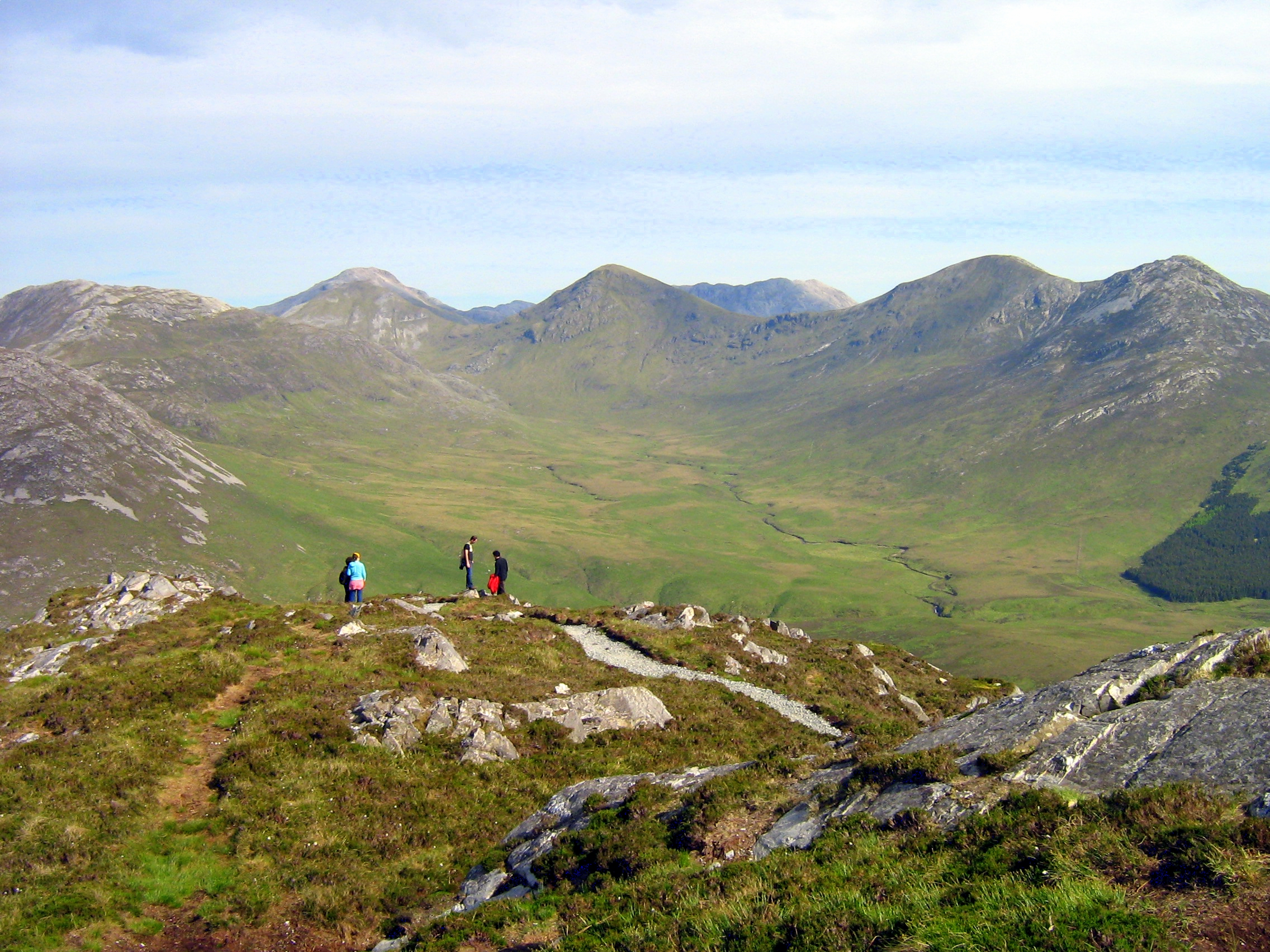
Uitzicht op Polladirk Valley vanaf Diamond Hill.

De buitencorrespondent van de Irish Times, John G. Dwyer, zei over de Twelve Bens: "Dit zijn echte kickass-bergen, met crimineel verbluffende uitzichten [. . ]".
De 16 kilometer lange Glencoaghan Horseshoe van 8 tot 9 uur staat bekend als een van de "meest opwindende bergbeklimmingen in Ierland", en wordt door de auteurs van de gidsen "een echte klassieker" genoemd. Andere soortgelijke "hoefijzer" luswandelingen op afstand zijn de Owenglin Horseshoe van 19 kilometer van 10 tot 12 uur, de Gleninagh Horseshoe van 15 kilometer van 8 tot 9 uur, en de Glencorbet Horseshoe van 14 kilometer van 6 tot 7 uur.
Een nog serieuzere onderneming is echter de 28 kilometer lange Twelve Bens Challenge, waarbij alle 12 Bens in één dag van 24 uur worden beklommen.

### Rotsklimmen

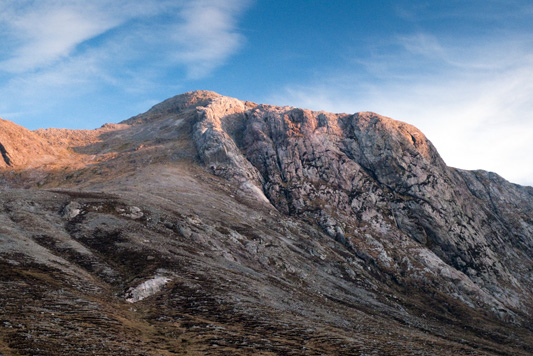
Carrot Ridge in de Gleninagh-vallei

De Twelve Bens hebben een aantal rotsklimlocaties, waarvan de meest opvallende in de Gleann Eighneach-vallei aan de oostelijke uitloper van Benncorr (van Binn an tSaighdiúra tot Bencorrbeg; ook wel "Carrot Ridge" genoemd). De beklimmingen variëren van Diff (D) tot Very Severe (VS) en variëren van 150 meter tot 320 meter lang, met opmerkelijke routes als Carrot Ridge (275m D) en Seventh Heaven (330m HS).
Daarnaast is er de grote oostelijke corrie tussen de toppen van Derryclare en de top van Bencorr. Deze omvat ook verschillende grote 200 meter multi-pitch gewaarde rotsbeklimmingen met gradaties van Diff (D) tot Very Diff (VD), de meest opvallende daarvan is The Knave (VD, 225 m); en de kleinere corrie tussen de top van Bencorr en de top van Bencorr North Top, heeft een aantal kortere maar hardere beklimmingen, waaronder Corner Climb (VS 4c, 30 m).

## Lijst met toppen
Het volgende is een download uit de MountainViews Online Database, die een lijst bevat van 38 herkenbare pieken in het bredere Twelve Bens-bereik (dwz het kernmassief, het Garraun-complex en verschillende uitschieters naar het westen), met een hoogte of hoogte van meer dan 100 meter (328 voet).
De onderstaande lijst belicht de 12 Bens die het meest worden geassocieerd met de Twaalf Bens van het originele record van Ó Flaithbheartaigh. Van de op zichzelf staande "Bens" (bijv. niet vermeld als een "Top" van een eigenlijke Ben) die meer dan 500 meter (1.640 voet) hoog, maar niet in deze 12 vermeld, heeft Binn an tSaighdiúra een prominentie van slechts 8 meter en zou niet in aanmerking komen als een onafhankelijke berg op een erkende schaal (de laagste prominentie is 15 meter voor de Vandeleur-Lynam- classificatie); Maumonght heeft een prominentie van meer dan 50 meter, en heeft zelfs een secundaire piek (Maumonght SW Top), maar Maumonght verschijnt zelden op historische kaarten van het bereik en wordt niet als een "Ben" beschouwd; Bencorrbeag heeft ook een niet-triviale prominentie van 42 meter, maar het wordt onwaarschijnlijk geacht, gezien de ligging, dat het door zeelieden vanaf de zee zou kunnen worden onderscheiden (ÓFlaithbheartaigh's oorspronkelijke uitgangspunt).
| Belang volgens hoogte | Belang volgens prominentie | Naam                   | Ierse naam (indien verschillend) | Vertaling                           | Area              | Hoogte (m) | Prom. (m) | Hoogte (ft) | Prom. (ft) | Topo Map |
| --------------------- | -------------------------- | ---------------------- | -------------------------------- | ----------------------------------- | ----------------- | ---------- | --------- | ----------- | ---------- | -------- |
| 1                     | 1                          | Benbaun                | Binn Bhán                        | Witte top                           | 12 Bens - Kern    | 729        | 684       | 2.392       | 2.244      | 37       |
| 2                     | 4                          | Bencorr                | Binn Chorr                       | Gepunte top                         | 12 Bens - Kern    | 711        | 306       | 2.333       | 1.004      | 37       |
| 3                     | 10                         | Bencollaghduff         | Binn Dubh                        | Zwarte top/Top van de zwarte heksen | 12 Bens - Kern    | 696        | 191       | 2.283       | 627        | 37       |
| 4                     | 11                         | Benbreen               | Binn Braoin                      | Braon's top                         | 12 Bens - Kern    | 691        | 186       | 2.267       | 610        | 37       |
| 5                     | 38                         | Bencorr North Top      | —                                | —                                   | 12 Bens - Kern    | 690        | 5         | 2.264       | 16         | 37       |
| 6                     | 31                         | Benbreen Central Top   | —                                | —                                   | 12 Bens - Kern    | 680        | 25        | 2.231       | 82         | 37       |
| 7                     | 16                         | Derryclare             | Binn Doire Chláir                | Top van Derryclare                  | 12 Bens - Kern    | 677        | 129       | 2.221       | 423        | 37       |
| 8                     | 35                         | Benbreen North Top     | —                                | —                                   | 12 Bens - Kern    | 674        | 16        | 2.211       | 52         | 37       |
| 9                     | 9                          | Bengower               | Binn Gabhar                      | Top van de geiten                   | 12 Bens - Kern    | 664        | 196       | 2.178       | 643        | 37       |
| 10                    | 12                         | Muckanaght             | Muiceanach                       | Heuvel als een varken               | 12 Bens - Kern    | 654        | 179       | 2.146       | 587        | 37       |
| 11                    | 37                         | Binn an tSaighdiúra    | —                                | Top van de Soldaat                  | 12 Bens - Kern    | 653        | 8         | 2.142       | 26         | 37       |
| 12                    | 24                         | Benfree                | Binn Fraoigh                     | Heide top                           | 12 Bens - Kern    | 638        | 48        | 2.093       | 157        | 37       |
| 13                    | 14                         | Bencullagh             | An Chailleach                    | Top van de heks                     | 12 Bens - Kern    | 632        | 154       | 2.073       | 505        | 37       |
| 14                    | 23                         | Maumonght              | Mám Uchta                        | Pas van de bergkam                  | 12 Bens - Kern    | 602        | 54        | 1.975       | 177        | 37       |
| 15                    | 2                          | Garraun                | Maolchnoc                        | Kale heuvel                         | Garraun Complex   | 598        | 553       | 1.962       | 1.814      | 37       |
| 16                    | 36                         | Benchoona East Top     | —                                | —                                   | Garraun Complex   | 585        | 15        | 1.919       | 49         | 37       |
| 17                    | 7                          | Benbrack               | Binn Bhreac                      | Gespikkelde top                     | 12 Bens - Kern    | 582        | 264       | 1.909       | 866        | 37       |
| 18                    | 28                         | Benchoona              | Binn Chuanna                     | Top van Chuanna                     | Garraun Complex   | 581        | 36        | 1.906       | 118        | 37       |
| 19                    | 21                         | Benlettery             | Binn Leitrí                      | Top van de natte bergkanten         | 12 Bens - Kern    | 577        | 62        | 1.893       | 203        | 44       |
| 20                    | 26                         | Bencorrbeg             | Binn an Choire Bhig              | Top van de kleine Corrie (Bencorr)  | 12 Bens - Kern    | 577        | 42        | 1.893       | 138        | 37       |
| 21                    | 29                         | Garraun South Top      | —                                | —                                   | Garraun Complex   | 556        | 31        | 1.824       | 102        | 37       |
| 22                    | 32                         | Garraun South-West Top | —                                | —                                   | Garraun Complex   | 549        | 21        | 1.801       | 69         | 37       |
| 23                    | 8                          | Doughruagh             | Dúchruach                        | Zwarte Paal                         | Garraun Complex   | 526        | 211       | 1.726       | 692        | 37       |
| 24                    | 33                         | Doughruagh South Top   | —                                | —                                   | Garraun Complex   | 525        | 17        | 1.722       | 56         | 37       |
| 25                    | 25                         | Benglenisky            | Binn Ghleann Uisce               | Top aan het Glenn water             | 12 Bens - Kern    | 516        | 48        | 1.693       | 157        | 37       |
| 26                    | 27                         | Benbaun (477 m)        | Binn Bhán/Maolán                 | Witte top                           | 12 Bens - Kern    | 477        | 42        | 1.565       | 138        | 37       |
| 27                    | 30                         | Maumonght SW Top       | Binn Bhreac                      | Gespikkelde top                     | 12 Bens - Kern    | 454        | 29        | 1.490       | 95         | 37       |
| 28                    | 5                          | Diamond Hill           | Binn Ghuaire                     | Guaire's top                        | 12 Bens - Outlier | 442        | 277       | 1.450       | 909        | 37       |
| 29                    | 22                         | Knockbrack             | Cnoc Breac                       | Gespikkelde heuvel                  | 12 Bens - Kern    | 442        | 55        | 1.450       | 180        | 37       |
| 30                    | 34                         | Knockpasheemore        | Binn Charrach                    | Rotsige top                         | 12 Bens - Kern    | 412        | 17        | 1.352       | 56         | 37       |
| 31                    | 3                          | Tully Mountain         | —                                | —                                   | 12 Bens - Kern    | 356        | 331       | 1.168       | 1.086      | 37       |
| 32                    | 6                          | Letterettrin           | Binn Mhór                        | Hoge top                            | Garraun Complex   | 333        | 268       | 1.093       | 879        | 37       |
| 33                    | 15                         | Cregg                  | —                                | —                                   | 12 Bens - Outlier | 297        | 142       | 974         | 466        | 37       |
| 34                    | 20                         | Currywongaun           | Corr Uí Mhongáin                 | Uí Mhongáin's Heuvel                | Garraun Complex   | 273        | 109       | 896         | 358        | 37       |
| 35                    | 18                         | Townaloughra East Top  | —                                | —                                   | 12 Bens - Outlier | 216        | 112       | 709         | 367        | 37       |
| 36                    | 19                         | Gortrumnagh            | (unknown)                        | (unknown)                           | 12 Bens - Outlier | 174        | 110       | 571         | 361        | 37       |
| 37                    | 13                         | Maumfin                | Mám Fionn                        | Witte pas                           | 12 Bens - Outlier | 172        | 157       | 564         | 515        | 37       |
| 38                    | 17                         | Knockaunbaun           | An Cnocán Bán                    | Witte heuvel                        | 12 Bens - Outlier | 146        | 128       | 479         | 420        | 37       |